# 纹斑棱蛤
是帘蛤目船蛤科船蛤属的一种。主要分布于韩国、中国大陆、台湾，常栖息在浅海岩砾底、河口半淡咸水域、潮间带。